# Bahnstrecke Portland–Rockland
| Streckenlänge: | 141 km                                            |                                                  |                                                  |
| Spurweite: | 1435 mm (Normalspur)                              |                                                  |                                                  |
| |                                                   |                                                  |                                                  |
| Gleise: | 1 (früher bis Brunswick 2)                        |                                                  |                                                  |
| Eigentümer: | Portland–Brunswick: PAR Brunswick–Rockland: Maine |                                                  |                                                  |
| Personenverkehr: | Portland–Brunswick: AMTK                          |                                                  |                                                  |
| Güterverkehr: | Portland–Brunswick: PAR Brunswick–Rockland: FGLK  |                                                  |                                                  |
| \| \| \| Verbindungsbahn zur GTR \| \| \| \| 0 \| Portland ME Commercial St („Yard 8“) \| Portland ME Commercial St („Yard 8“) \| \| \| \| nach Portsmouth \| \| \| \| \| nach Cummings \| \| \| \| 1½ \| Boston&Maine Junction (Hp bis 1888) \| Boston&Maine Junction (Hp bis 1888) \| \| \| \| nach Lunenburg \| \| \| \| \| nach South Portland \| \| \| \| \| Verbindungsgleis Richtung Cummings \| \| \| \| \| Verbindungsgleis Richtung Lunenburg \| \| \| \| 2 \| Portland Union Station \| Portland Union Station \| \| \| \| zur Preble Street (2. Strecke) \| \| \| \| \| zur Preble Street (1. Strecke) \| \| \| \| 5 \| Woodfords ME \| Woodfords ME \| \| \| \| nach Portland \| \| \| \| 6½ \| Deering Junction ME (früher Westbrook) \| Deering Junction ME (früher Westbrook) \| \| \| \| nach Rochester \| \| \| \| \| Presumpscot River \| \| \| \| 12 \| West Falmouth ME \| West Falmouth ME \| \| \| 21½ \| Cumberland Center (früher Cumberland Junction) \| Cumberland Center (früher Cumberland Junction) \| \| \| \| ehem. nach Bangor (alte Strecke) \| \| \| \| 25 \| nach Bangor (neue Strecke) (Royal Junction) \| nach Bangor (neue Strecke) (Royal Junction) \| \| \| \| Royal River \| \| \| \| \| Verbindungsgleis nach Island Pond \| \| \| \| \| Strecke Portland–Island Pond (Yarmouth Junction) \| \| \| \| \| Verbindungsgleis nach Portland \| \| \| \| 27½ \| Yarmouth Junction ME \| Yarmouth Junction ME \| \| \| 36 \| Freeport ME (Amtrak-Halt) \| Freeport ME (Amtrak-Halt) \| \| \| 44½ \| Hillside ME (früher Oakwood, Oak Hill) \| Hillside ME (früher Oakwood, Oak Hill) \| \| \| 49½ \| Brunswick Junction ME \| Brunswick Junction ME \| \| \| \| von Farmington \| \| \| \| 50 \| Brunswick ME (Amtrak-Halt) \| Brunswick ME (Amtrak-Halt) \| \| \| \| nach Skowhegan (Rock Junction) \| \| \| \| \| Anschluss zur Brunswick NAS \| \| \| \| 54½ \| Cooks ME \| Cooks ME \| \| \| 57 \| Harding ME (früher Hardings) \| Harding ME (früher Hardings) \| \| \| \| New Meadow River \| \| \| \| 59½ \| New Meadows ME \| New Meadows ME \| \| \| \| \| \| \| \| 63½ \| Bath ME \| Bath ME \| \| \| \| Trajekt \| \| \| \| \| Kennebec River \| \| \| \| 64½ \| Woolwich ME Fähre \| Woolwich ME Fähre \| \| \| \| \| \| \| \| 65 \| Woolwich ME \| Woolwich ME \| \| \| 69 \| Nequasset ME \| Nequasset ME \| \| \| \| Back River \| \| \| \| 71½ \| Wrights ME \| Wrights ME \| \| \| 75½ \| Montsweag ME \| Montsweag ME \| \| \| 81½ \| Wiscasset ME Boat Landing \| Wiscasset ME Boat Landing \| \| \| 82 \| Wiscasset ME \| Wiscasset ME \| \| \| \| nach Albion (Spurweite 610 mm) \| \| \| \| \| Clarks Pond \| \| \| \| \| Sheepscott River \| \| \| \| 87½ \| South Newcastle ME \| South Newcastle ME \| \| \| \| Seitenarm des Sheepscott River \| \| \| \| 91 \| Shattucks Siding ME \| Shattucks Siding ME \| \| \| 93½ \| Newcastle ME (früher Newcastle&Damariscotta) \| Newcastle ME (früher Newcastle&Damariscotta) \| \| \| 96½ \| Damariscotta Mills ME \| Damariscotta Mills ME \| \| \| 102 \| Nobleboro ME \| Nobleboro ME \| \| \| 107 \| Muscongus Bay ME \| Muscongus Bay ME \| \| \| 108½ \| Glendon ME \| Glendon ME \| \| \| 109½ \| Winslow Mills ME \| Winslow Mills ME \| \| \| \| Medomak River \| \| \| \| 112 \| Waldoboro ME \| Waldoboro ME \| \| \| 118½ \| East Waldoboro ME \| East Waldoboro ME \| \| \| \| von Union \| \| \| \| 120 \| Warren ME \| Warren ME \| \| \| 131 \| Georges River ME \| Georges River ME \| \| \| \| Saint George River \| \| \| \| 134½ \| Thomaston ME \| Thomaston ME \| \| \| \| Anschlussgleis eines Zementwerks \| \| \| \| \| Lime Rock Railroad \| \| \| \| 140 \| Rockland ME Upper Yard \| Rockland ME Upper Yard \| \| \| \| Hafenbahn Rockland \| \| \| \| 141 \| Rockland ME \| Rockland ME \| |                                                   |                                                  |                                                  |
| Strecke (außer Betrieb) |                                                   | Verbindungsbahn zur GTR                          | Verbindungsbahn zur GTR                          |
| Betriebs-/Güterbahnhof Strecke bis hier außer Betrieb | 0                                                 | Portland ME Commercial St („Yard 8“)             | Portland ME Commercial St („Yard 8“)             |
| Abzweig geradeaus und ehemals nach links |                                                   | nach Portsmouth                                  | nach Portsmouth                                  |
| Abzweig geradeaus und nach links |                                                   | nach Cummings                                    | nach Cummings                                    |
| ehemaliger Haltepunkt / Haltestelle | 1½                                                | Boston&Maine Junction (Hp bis 1888)              | Boston&Maine Junction (Hp bis 1888)              |
| Abzweig geradeaus und ehemals nach links |                                                   | nach Lunenburg                                   | nach Lunenburg                                   |
| Abzweig geradeaus und ehemals von links |                                                   | nach South Portland                              | nach South Portland                              |
| Abzweig geradeaus und von links |                                                   | Verbindungsgleis Richtung Cummings               | Verbindungsgleis Richtung Cummings               |
| Abzweig geradeaus und nach links |                                                   | Verbindungsgleis Richtung Lunenburg              | Verbindungsgleis Richtung Lunenburg              |
| ehemaliger Bahnhof | 2                                                 | Portland Union Station                           | Portland Union Station                           |
| Abzweig geradeaus und ehemals nach rechts |                                                   | zur Preble Street (2. Strecke)                   | zur Preble Street (2. Strecke)                   |
| Abzweig geradeaus und ehemals nach rechts |                                                   | zur Preble Street (1. Strecke)                   | zur Preble Street (1. Strecke)                   |
| ehemaliger Haltepunkt / Haltestelle | 5                                                 | Woodfords ME                                     | Woodfords ME                                     |
| Abzweig geradeaus und ehemals von rechts |                                                   | nach Portland                                    | nach Portland                                    |
| Dienststation / Betriebs- oder Güterbahnhof | 6½                                                | Deering Junction ME (früher Westbrook)           | Deering Junction ME (früher Westbrook)           |
| Abzweig geradeaus und nach links |                                                   | nach Rochester                                   | nach Rochester                                   |
| Brücke über Wasserlauf |                                                   | Presumpscot River                                | Presumpscot River                                |
| ehemaliger Bahnhof | 12                                                | West Falmouth ME                                 | West Falmouth ME                                 |
| Dienststation / Betriebs- oder Güterbahnhof | 21½                                               | Cumberland Center (früher Cumberland Junction)   | Cumberland Center (früher Cumberland Junction)   |
| Abzweig geradeaus und ehemals nach links |                                                   | ehem. nach Bangor (alte Strecke)                 | ehem. nach Bangor (alte Strecke)                 |
| Abzweig geradeaus und nach links | 25                                                | nach Bangor (neue Strecke) (Royal Junction)      | nach Bangor (neue Strecke) (Royal Junction)      |
| Brücke über Wasserlauf |                                                   | Royal River                                      | Royal River                                      |
| Abzweig geradeaus und ehemals nach links |                                                   | Verbindungsgleis nach Island Pond                | Verbindungsgleis nach Island Pond                |
| Kreuzung (Querstrecke außer Betrieb) |                                                   | Strecke Portland–Island Pond (Yarmouth Junction) | Strecke Portland–Island Pond (Yarmouth Junction) |
| Abzweig geradeaus und ehemals von rechts |                                                   | Verbindungsgleis nach Portland                   | Verbindungsgleis nach Portland                   |
| ehemaliger Bahnhof | 27½                                               | Yarmouth Junction ME                             | Yarmouth Junction ME                             |
| Haltepunkt / Haltestelle | 36                                                | Freeport ME (Amtrak-Halt)                        | Freeport ME (Amtrak-Halt)                        |
| ehemaliger Haltepunkt / Haltestelle | 44½                                               | Hillside ME (früher Oakwood, Oak Hill)           | Hillside ME (früher Oakwood, Oak Hill)           |
| ehemaliger Haltepunkt / Haltestelle | 49½                                               | Brunswick Junction ME                            | Brunswick Junction ME                            |
| Abzweig geradeaus, nach links und von links |                                                   | von Farmington                                   | von Farmington                                   |
| Bahnhof | 50                                                | Brunswick ME (Amtrak-Halt)                       | Brunswick ME (Amtrak-Halt)                       |
| Abzweig geradeaus und nach links |                                                   | nach Skowhegan (Rock Junction)                   | nach Skowhegan (Rock Junction)                   |
| Abzweig geradeaus und nach rechts |                                                   | Anschluss zur Brunswick NAS                      | Anschluss zur Brunswick NAS                      |
| ehemaliger Haltepunkt / Haltestelle | 54½                                               | Cooks ME                                         | Cooks ME                                         |
| Dienststation / Betriebs- oder Güterbahnhof | 57                                                | Harding ME (früher Hardings)                     | Harding ME (früher Hardings)                     |
| Brücke über Wasserlauf |                                                   | New Meadow River                                 | New Meadow River                                 |
| ehemaliger Haltepunkt / Haltestelle | 59½                                               | New Meadows ME                                   | New Meadows ME                                   |
| Verschwenkung von links · Verschwenkung von rechts (Strecke außer Betrieb) |                                                   |                                                  |                                                  |
| Dienststation / Betriebs- oder Güterbahnhof · Bahnhof (Strecke außer Betrieb) | 63½                                               | Bath ME                                          | Bath ME                                          |
| Strecke · Eisenbahnfähre (Strecke außer Betrieb) |                                                   | Trajekt                                          | Trajekt                                          |
| Brücke über Wasserlauf · Brücke über Wasserlauf (Strecke außer Betrieb) |                                                   | Kennebec River                                   | Kennebec River                                   |
| Strecke · Bahnhof (Strecke außer Betrieb) | 64½                                               | Woolwich ME Fähre                                | Woolwich ME Fähre                                |
| Verschwenkung nach links · Verschwenkung nach rechts (Strecke außer Betrieb) |                                                   |                                                  |                                                  |
| ehemaliger Haltepunkt / Haltestelle | 65                                                | Woolwich ME                                      | Woolwich ME                                      |
| ehemaliger Haltepunkt / Haltestelle | 69                                                | Nequasset ME                                     | Nequasset ME                                     |
| Brücke über Wasserlauf |                                                   | Back River                                       | Back River                                       |
| ehemaliger Haltepunkt / Haltestelle | 71½                                               | Wrights ME                                       | Wrights ME                                       |
| ehemaliger Haltepunkt / Haltestelle | 75½                                               | Montsweag ME                                     | Montsweag ME                                     |
| ehemaliger Haltepunkt / Haltestelle | 81½                                               | Wiscasset ME Boat Landing                        | Wiscasset ME Boat Landing                        |
| Dienststation / Betriebs- oder Güterbahnhof | 82                                                | Wiscasset ME                                     | Wiscasset ME                                     |
| Kreuzung (Querstrecke außer Betrieb) |                                                   | nach Albion (Spurweite 610 mm)                   | nach Albion (Spurweite 610 mm)                   |
| Brücke über Wasserlauf |                                                   | Clarks Pond                                      | Clarks Pond                                      |
| Brücke über Wasserlauf |                                                   | Sheepscott River                                 | Sheepscott River                                 |
| ehemaliger Bahnhof | 87½                                               | South Newcastle ME                               | South Newcastle ME                               |
| Brücke über Wasserlauf |                                                   | Seitenarm des Sheepscott River                   | Seitenarm des Sheepscott River                   |
| ehemaliger Haltepunkt / Haltestelle | 91                                                | Shattucks Siding ME                              | Shattucks Siding ME                              |
| ehemaliger Bahnhof | 93½                                               | Newcastle ME (früher Newcastle&Damariscotta)     | Newcastle ME (früher Newcastle&Damariscotta)     |
| ehemaliger Haltepunkt / Haltestelle | 96½                                               | Damariscotta Mills ME                            | Damariscotta Mills ME                            |
| ehemaliger Haltepunkt / Haltestelle | 102                                               | Nobleboro ME                                     | Nobleboro ME                                     |
| ehemaliger Haltepunkt / Haltestelle | 107                                               | Muscongus Bay ME                                 | Muscongus Bay ME                                 |
| ehemaliger Haltepunkt / Haltestelle | 108½                                              | Glendon ME                                       | Glendon ME                                       |
| ehemaliger Haltepunkt / Haltestelle | 109½                                              | Winslow Mills ME                                 | Winslow Mills ME                                 |
| Brücke über Wasserlauf |                                                   | Medomak River                                    | Medomak River                                    |
| ehemaliger Bahnhof | 112                                               | Waldoboro ME                                     | Waldoboro ME                                     |
| ehemaliger Haltepunkt / Haltestelle | 118½                                              | East Waldoboro ME                                | East Waldoboro ME                                |
| Abzweig geradeaus und ehemals von links |                                                   | von Union                                        | von Union                                        |
| ehemaliger Bahnhof | 120                                               | Warren ME                                        | Warren ME                                        |
| ehemaliger Haltepunkt / Haltestelle | 131                                               | Georges River ME                                 | Georges River ME                                 |
| Brücke über Wasserlauf |                                                   | Saint George River                               | Saint George River                               |
| ehemaliger Bahnhof | 134½                                              | Thomaston ME                                     | Thomaston ME                                     |
| Abzweig geradeaus und nach links |                                                   | Anschlussgleis eines Zementwerks                 | Anschlussgleis eines Zementwerks                 |
| Abzweig geradeaus und ehemals von links |                                                   | Lime Rock Railroad                               | Lime Rock Railroad                               |
| Dienststation / Betriebs- oder Güterbahnhof | 140                                               | Rockland ME Upper Yard                           | Rockland ME Upper Yard                           |
| Abzweig geradeaus und nach rechts |                                                   | Hafenbahn Rockland                               | Hafenbahn Rockland                               |
| Betriebs-/Güterbahnhof Streckenende | 141                                               | Rockland ME                                      | Rockland ME                                      |

Die Bahnstrecke Portland–Rockland ist eine Eisenbahnstrecke in Maine (Vereinigte Staaten). Sie ist 141 Kilometer lang. Die normalspurige Strecke wird heute durch die Pan Am Railways/CSX Transportation zwischen Portland und Brunswick im Güterverkehr betrieben. Zwischen Brunswick und Rockland bot die Finger Lakes Railway über ihre Tochterfirma Midcoast Railservice bis Juni 2024 Güterverkehr an. Die Amtrak benutzt den Abschnitt Portland–Brunswick für drei Zugpaare des Schnellzug-Angebots Downeaster mit. Ein Teilstück der ursprünglichen Strecke in Bath und Woolwich mit der Eisenbahnfähre ist stillgelegt, da es durch den Bau einer Eisenbahnbrücke über den Kennebec River obsolet geworden war.

## Geschichte

### Vorgeschichte und Bau
In den 1840er Jahren begann die Erschließung Maines mit Eisenbahnen. Die Kennebec and Portland Railroad wurde gegründet, um den Kennebec River, an dem sich mehrere Industrie- und Hafenstädte befanden, an die größte Stadt Maines, Portland, anzubinden. Die Strecke sollte von Bath aus über Brunswick in Richtung Portland führen. Die aus Richtung New York und Boston ankommenden Strecken in Portland waren in Normalspur (1435 mm) gebaut. Aus diesem Grund entschied man sich auch bei der Kennebec&Portland für diese Spurweite. Baubeginn war 1847 und der Abschnitt von Bath nach Yarmouth ging am 4. Juli 1849 in Betrieb. Die östliche Verlängerung der Strecke in Richtung Rockland war bereits damals geplant, und im August 1849 wurde eine Bahngesellschaft gegründet, die später in Knox and Lincoln Railroad umbenannt wurde. Der Bau der Strecke wurde jedoch zunächst nicht begonnen.
In Yarmouth bestand Übergang zur Atlantic and St. Lawrence Railroad, die nach Portland verkehrte, jedoch auf Kolonialspur (1676 mm). Aus diesem Grund plante man, eine eigene Strecke parallel zur Atlantic&St. Lawrence zu bauen. Die neue Trasse sollte in Westbrook an die normalspurige York and Cumberland Railroad of Maine anschließen, und die Züge konnten diese bis Portland mitbenutzen. Außerdem wurde vom Endbahnhof in Portland, der sich an der Preble Street befand, eine Verbindungsstrecke nach South Portland gebaut, um eine Gleisverbindung in Richtung Boston herzustellen. Diese Verbindung wurde jedoch nur im Güterverkehr benutzt. Beide Neubauten gingen 1851 in Betrieb. Kurz danach war von Brunswick aus auch eine Zweigstrecke in Richtung Norden in Betrieb genommen worden.
Fahrgäste, die aus Richtung Boston in Portland am Bahnhof Commercial Street ankamen, mussten die gesamte Stadt durchqueren, um den Bahnhof Preble Street zu erreichen. Das konnten sie nur mit Mietdroschken oder zu Fuß, die erste Pferdebahn fuhr erst 1863. Aus diesem Grund entstand der Wunsch nach einer direkten Einführung der Züge der Kennebec&Portland in den Bahnhof Commercial Street. 1861 wurde die Strecke daher über Westbrook hinaus bis dorthin verlängert. Die Verbindungsstrecke nach South Portland wurde gleichzeitig stillgelegt, ein Teil von ihr ging in dem neugebauten Streckenabschnitt auf. Dennoch verkehrten die Personenzüge noch bis 1875 nur bis zur Preble Street.
Inzwischen war auch die Verlängerungsstrecke nach Rockland gebaut worden. 1868 begann der Bau, und am 1. November 1871 war die Strecke bis Rockland fertiggestellt. Um 1883 wurde außerdem eine drei Kilometer lange Hafenbahn in Rockland gebaut.

### Betrieb
Ab 1874 war der Abschnitt Portland–Bath in Besitz der Maine Central Railroad (MEC), die ihn zwischen Portland und Brunswick zweigleisig ausbaute. Mit Eröffnung der Portland Union Station an der Bahnstrecke Portland–Bath 1888 endeten die Reisezüge aus Richtung Bath und Brunswick in diesem Bahnhof. Einen kurzen Abschnitt der Strecke südlich des neuen Hauptbahnhofs benutzten nun auch die Züge aus Richtung Boston mit. Der Abschnitt vom Bahnhof Commercial Street bis zur Boston&Maine Junction wird seitdem nur noch im Güterverkehr betrieben. 1891 pachtete die Maine Central auch die Knox&Lincoln Railroad und erwarb die Bahn zehn Jahre später.
Auf der Strecke verkehrten nicht nur die Züge nach Augusta und Rockland, sondern auf den ersten Kilometern von Portland aus auch die Züge auf der Strecke über Lewiston nach Bangor. In der Blütezeit der Eisenbahn befuhren die Strecke mehrere bedeutende Expresszüge, darunter der Gull von Boston nach Halifax.
Am 24. Oktober 1927 wurde in Bath eine Brücke über den Kennebec River eröffnet. Die veraltete Eisenbahnfähre nach Woolwich konnte damit ihren Betrieb einstellen. Da die Brücke rund einen Kilometer südlich der Eisenbahnfähre entstand, wurde am östlichen Ufer ein kurzes Stück neue Strecke gebaut. Der Bahnhof in Bath musste ebenfalls umgebaut werden. Der Abschnitt in Woolwich vom Fährbahnhof bis zum Bahnhof Woolwich war noch bis etwa 1970 in Betrieb. Ende der 1930er Jahre wurde die Hafenbahn in Rockland um etwa einen Kilometer verkürzt.
Nachdem bereits am 4. April 1959 der Personenverkehr zwischen Brunswick und Rockland eingestellt worden war, folgte am 6. September 1960 auch die Strecke Portland–Brunswick. Auch das zweite Gleis zwischen Portland und Brunswick wurde nicht mehr benötigt und abgebaut. Nach dem Konkurs der Maine Central Railroad betrieb ab 1981 die Guilford Transportation, ab 2006 unter dem Namen Pan Am Railways, die Strecke. Der Abschnitt Brunswick–Rockland wurde 1984 zunächst stillgelegt und durch den Bundesstaat Maine übernommen, 1990 jedoch an die Maine Coast Railroad verpachtet, die den Betrieb unter anderem auch mit gelegentlichen Ausflugszügen, wieder aufnahm. 2000 musste sie den Betrieb aus finanziellen Gründen einstellen. 2003 pachtete die Morristown and Erie Railway diesen Abschnitt, die ihn seitdem als Maine Eastern Railroad betrieb. Diese führte auch den saisonalen Personenverkehr zwischen Brunswick und Rockland ein. 
Am 1. November 2012 kehrte der Personenverkehr auch auf die Strecke zwischen Portland und Brunswick zurück, als die Expresszuggesellschaft Amtrak ihren Downeaster mit drei Fahrten am Tag nach Brunswick verlängerte.
2015 wurde der Güterverkehr zwischen Brunswick und Rockland durch das Verkehrsministerium von Maine neu ausgeschrieben. Den Zuschlag erhielt die Central Maine and Quebec Railway, die ab 1. Januar 2016 den Betrieb aufnahm. Der vom Vorgängerbetreiber eingeführte saisonale Personenverkehr auf diesem Abschnitt wurde hingegen zum 31. Oktober 2015 eingestellt.
Nach erneuter Ausschreibung übernahm die Finger Lakes Railway über ihre hierfür gegründete Tochtergesellschaft Midcoast Railservice den Güterverkehr ab 1. August 2022. Dies war bereits 2021 genehmigt worden, hatte sich durch Verhandlungen mit dem größten Frachtkunden der Strecke, einem Zementwerk in Thomaston, jedoch verzögert. Die angekündigte Schließung dieses Zementwerks führte dazu, dass Midcoast Railservice am 12. Juni 2024 den Betrieb einstellte.
Am 9. Januar 2025 gab das Verkehrsministerium von Maine bekannt, dass das Unternehmen Maine Switching Services neuer Betreiber des Streckenabschnitts Brunswick–Rockland werde. Der Güterverkehr begann im Mai 2025, Personenverkehr für Ausflügler soll ab Herbst 2025 angeboten werden.

## Streckenbeschreibung
Die Strecke beginnt in Portland südlich des Zentrums im Bahnhof Commercial Street. Heute ist hier nur noch ein kaum genutzter Güterbahnhof. Die Bahn verlässt den Bahnhof in Richtung Westen und biegt kurz darauf nach Norden ab. Sie durchquert die Stadtteile Woodford und Deering und überquert kurz hinter der Stadtgrenze Portlands den Presumpscot River. Weiter führt die Bahn in Richtung Nordosten, überquert kurz vor Yarmouth den Royal River und kreuzt am Bahnhof Yarmouth niveaugleich die Bahnstrecke Portland–Island Pond. Die Trasse verläuft weiter nordöstlich nach Brunswick am Androscoggin River. Hier zweigen die Strecken in Richtung Farmington und Augusta ab. Die Bahnstrecke nach Bath verläuft weiter in Richtung Osten und überquert bei New Meadows den New Meadow River. Kurz danach ist der Endbahnhof Bath erreicht. Die heutige Strecke biegt kurz vorher nach Süden ab, um den Kennebec River zu überqueren. Vom alten Endbahnhof, der bis 1927 in Betrieb war, ist heute nichts mehr zu sehen.
Östlich des Kennebec River biegt die Strecke zunächst nach Norden ab. Nach wenigen hundert Metern mündet die Trasse der alten Bahn zum Fährhafen Woolwich ein. Die Strecke verläuft weiter kurvenreich entlang der Küste bis nach Rockland. Mehrere größere Flussbrücken sowie eine längere Brücke über eine Bucht bei Wiscasset waren nötig, um die ins Meer mündenden Gewässer zu überqueren. In Rockland zweigt kurz vor dem Endbahnhof die noch etwa zwei Kilometer lange Hafenbahn ab. In Wiscasset kreuzte die Bahnstrecke mitten auf dem Clarks Pond die schmalspurige Wiscasset, Waterville and Farmington Railway niveaugleich. Der Kreuzungsbahnhof hatte einen hölzernen Bahnsteig, der an beiden Strecken entlangführte. Die Schmalspurbahn verlief auf beiden Seiten der Kreuzung auf einer langen hölzernen Jochbrücke, deren Stelzen noch heute sichtbar sind. Die Hauptstrecke führt über einen Damm, der östlich des Bahnhofs durch eine Brücke unterbrochen war.

## Personenverkehr
Anfangs befuhren die Strecke nur Züge nach Bath und Augusta bzw. Skowhegan, wobei im Anschluss an Züge in Richtung Augusta zumeist auch Pendelzüge zwischen Brunswick und Bath verkehrten. Nach Fertigstellung der Hauptstrecke Cumberland–Bangor fuhren bis Cumberland auch die Züge der Maine Central Railroad. Ab der Übernahme der Portland&Kennebec durch die MEC fuhren die meisten Expresszüge in Richtung Bangor über Brunswick und Augusta. Zwischen Woolwich und Rockland fuhren anfangs nur lokale Züge, später führten diese auch durchlaufende Wagen nach Boston.
Nach Beginn der Weltwirtschaftskrise und mit Einsetzen der Motorisierung ging das Passagieraufkommen deutlich zurück. Ab 1931 verkehrten die Züge aus Richtung Rockland nur noch bis Brunswick. Auch Kurswagen von Expresszügen aus Boston wurden ab dieser Zeit nicht mehr in Richtung Bath und Rockland übergeben. Im April 1959 endete der Personenverkehr zwischen Brunswick und Rockland, im September 1960 auch auf dem übrigen Streckenabschnitt.
In den 1990er Jahren betrieb die Maine Coast Railroad Touristenzüge von Brunswick über Bath nach Rockland. Nachdem 2000 der Betrieb eingestellt worden war, führte die Maine Eastern Railroad 2003 die Züge wieder ein, die im Sommerhalbjahr mittwochs bis sonntags als regelmäßige Personenzüge verkehrten, zum Ende der Fahrsaison 2015 jedoch eingestellt wurden. 
Der Downeaster der Amtrak verkehrt seit 2012 von Boston nach Brunswick über Portland mit dem Zwischenhalt in Freeport. Drei Züge pro Tag und Richtung werden ganzjährig angeboten.